# Назпервер Кадын-эфенди
Назперве́р Кады́н-эфе́нди (тур. Nazperver Kadın Efendi; 12 июня 1870, Стамбул — 9 марта 1929 или 1930 год, там же) — третья жена (кадын-эфенди) османского султана Мехмеда V Решада и предполагаемая мать его единственной дочери Рефии-султан.

## Биография

### Происхождение
Турецкий историк Чагатай Улучай не указывает ни дату, ни предполагаемое место рождения Назпервер. Турецкий историк Недждет Сакаоглу пишет, что происхождение и годы её жизни неизвестны, однако турецкий историк Йылмаз Озтуна предполагал, что Назпервер жила между 1870 и 1930 годами. Дуглас Скотт Брукс, редактор мемуаров Филизтен Ханым-эфенди, Айше-султан и Сафие Унювар, указывает предполагаемым годом рождения Назпервер 1870 год.
Турецкий мемуарист Харун Ачба пишет, что Назпервер принадлежала к абхазскому княжескому роду Чхотуа: отцом её был князь Исмаил Чхотуа, матерью — Алие-ханым, дочь абхазского князя Махмуда Дзяпш-Ипа и родная сестра Дюрринев Кадын-эфенди, главной жены султана Абдул-Азиза. Согласно Ачбе, Назпервер родилась 12 июня 1870 года в стамбульском районе Бешикташ и при рождении получила имя Рукие. Помимо неё в семье был по меньшей мере ещё один ребёнок — дочь Бехие, которая вместе с Назпервер была взята на воспитание в султанский дворец их тёткой Дюрринев; Назпервер на тот момент было четыре года.
По данным Ачбы, под руководством Дюрринев девочки получали частные уроки французского языка. В 1876 году, когда Назпервер было шесть лет, был свергнут и убит Абдул-Азиз, а сама она стала свидетелем тех мрачных событий. Овдовевшая Дюрринев вместе с племянницами осталась жить во дворце Ферие. Именно в Ферие произошло знакомство Назпервер и будущего султана Мехмеда V Решада.

### Жена Решада
Согласно Ачбе, Назпервер вышла замуж за Мехмеда Решада в 1888 году в особняке наследника. Когда она стала женой султана Мехмеда V Решада, Назпервер носила титул четвёртой жены (кадын-эфенди), однако после смерти Дюрриаден Кадын-эфенди она получила титул третьей жены.
Сафие Унювар, учительница султанских детей, пишет, что первый её визит к Назпервер состоялся в тот день, когда она получила титул третьей жены. В дальнейшем, согласно воспоминаниям Унювар, она пользовалась особым расположением госпожи. Сафие-ханым так пишет о Назпервер в своих мемуарах: «Мы пошли в покои, предоставленные для проживание этой кадын-эфенди. Она, как и все остальные кадын-эфенди, была тучной и высокой. С первого взгляда сложно было оценить её образованность, но она производила хорошее впечатление воспитанной и вежливой, также она выглядела немного печальной. Причину её печали я узнала позднее: у неё не было детей. Несмотря на то, что Падишах относился к ней с любовью, она так всю жизнь и прожила в этой печали». Придворная дама и кузина Назпервер Мюлькиджихан Ачба так описывала госпожу: «это была необыкновенно красивая женщина с очень длинными вьющимися золотисто-русыми волосами, голубыми глазами, толстыми губами, слегка полноватая, но полнота эта была не очень заметна из-за её высокого роста». Мюлькиджихан добавляет, что Назпервер хорошо знала французский, а также играла на фортепиано, уде и кануне; кроме того, её любили и уважали в гареме.
Несмотря на свидетельства Сафие-ханым, Озтуна предполагал, что Назпервер была матерью единственной дочери Решада Рефии-султан, скончавшейся в младенчестве. При этом, Улучай также пишет, что Назпервер была бездетной и её этот факт очень печалил. Брукс также пишет об отсутствии детей у этой жены Решада. Харун Ачба подтверждает версию Озтуны, добавляя, что Назпервер желала иметь ещё детей, но более родить не смогла, и именно это стало причиной горечи, которую она испытывала долгие годы.
Сафие Унювар пишет, что после смерти бывшего падишаха Абдул-Хамида II 10 февраля 1918 года, когда Решад стал султаном, Назпервер очень расстроилась, решив, что теперь умрёт и её супруг. Решад же успокоил её, сказав, что для беспокойства пока нет причины. Согласно Озтуне, во время Первой мировой войны основала «Общество национального потребления», с помощью которого продвигала товары местного производства, а также помогала больницам, оказывала поддержку турецкому театру и Женскому обществу Турецкого Красного Полумесяца, председателем которого была главная жена Решада Камурес Кадын-эфенди. Сакаоглу пишет, что из этого следует, что во время Первой мировой войны и в послевоенные годы Назпервер была единственной в истории женой султана, принимавшей участие в общественных инициативах. Во время посещения больниц Назпервер брала дворцовую машину, однако когда люди выходили на дорогу, чтобы поприветствовать госпожу, окна машины оказались занавешенными; кроме того, по прибытии в больницу Назпервер посылала вперёд придворную даму, которую люди часто принимали за жену султана, восхваляли и молились за неё. Таким образом, Назпервер была очень уважаема в народе.
Когда австрийская императрица Цита прибыла в Стамбул, она также посетила гарем и встретилась с Назпервер. Кузина Назпервер, Лейла Ачба, так описывает эту встречу: «Когда императрица сказала падишаху, что она хочет посетить гарем, Его Величество распорядился подготовить гарем к 30 мая [1918 года]… Эта встреча произошла в гаремной части Йлдыз сарая в доме, который носил название „специального дома“. Султан Решад, чтобы показать госпоже Ците гарем, не отобрал какой-нибудь, а представил императрице весь свой гарем. Очарованная особенно госпожами Камурес и Михренгис, Цита была очень удивлена, когда Назпервер-ханум заговорила с ней по-французски».

### Вдовство
Согласно Харуну Ачбе, после смерти мужа в 1918 году Назпервер сначала переехала в особняк своей семьи в Бешикташе, а затем — в особняк в Ваникёе, принадлежавший её кузине Фатьме Песенд Ханым-эфенди, одной из жён Абдул-Хамида II. По данным же Озтуны, с 1928 года она проживала в особняке в Еникёе. Когда в 1924 году династия Османов была изгнана из страны, Назпервер осталась в Стамбуле, поскольку будучи вдовой султана и не имея от него выживших детей, не считалась членом династии.
Сакаоглу предполагал, что Назпервер скончалась в Стамбуле в 1930 году. Брукс, не называя места смерти, также указывает предполагаемым годом смерти 1930 год. Харун Ачба указывает, что Назпервер скончалась 9 марта 1929 года в доме Фатьмы Песенд в Ваникёе; родственники желали похоронить её у пристани Бостанлы, однако правительство не дало разрешения на это, и Назпервер была похоронена на кладбище при комплексе Яхьи-эфенди.